# Stazione di Pola
La stazione di Pola (in croato Pula) è la stazione ferroviaria capolinea della ferrovia Istriana; serve la città omonima.

## Storia

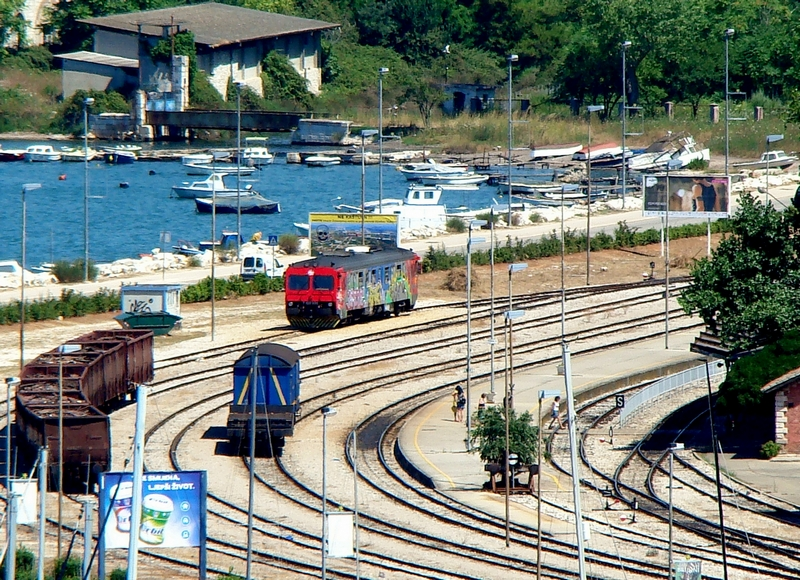
Fascio binari

La stazione fu attivata nel 1876, all'apertura della ferrovia Istriana.
Dopo la prima guerra mondiale, con l'annessione della zona al Regno d'Italia, la stazione passò alle Ferrovie dello Stato italiane.
Dopo la seconda guerra mondiale la stazione passò alla rete jugoslava (JŽ), e dal 1991 alla rete croata (Hrvatske željeznice).
Dalla stazione prosegue in direzione sud un raccordo ferroviario per il Cantiere navale di Pola sull'isolotto di Scoglio Olivi, l'unica isola croata collegata alla terraferma per ferrovia.